# Arcs d'Auguste
Pour les articles homonymes, voir Arc d'Auguste.

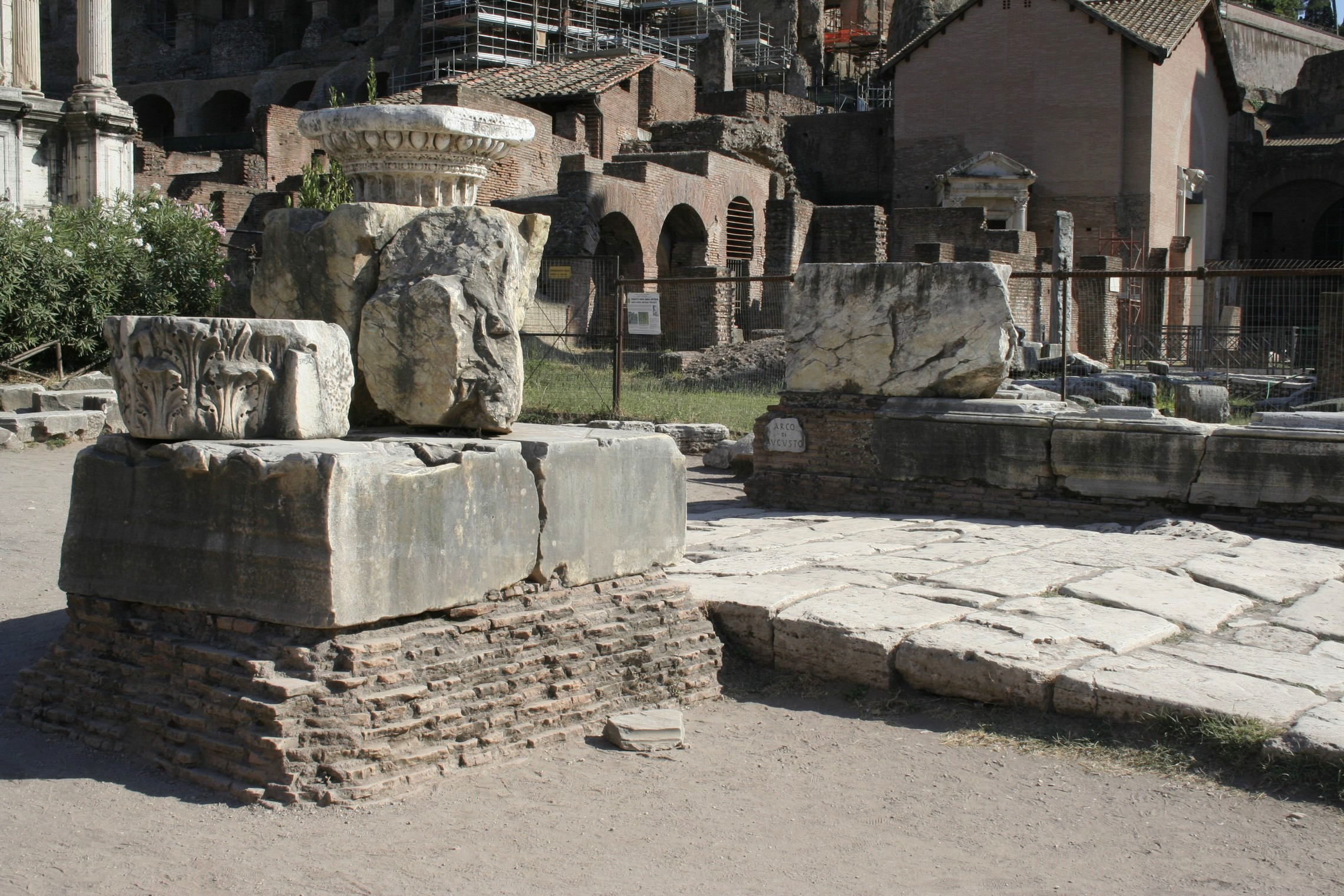
Vestiges de l'arc d'Auguste dit « des Parthes ». Le pavement sous le passage central est apparent. Le chapiteau dorique devait décorer un des passages latéraux tandis que le chapiteau corinthien (dont il ne reste qu'un fragment) devait orner la baie centrale.

Les Arcs d’Auguste sont deux arcs triomphaux érigés sous Auguste et situés sur le Forum Romain. Le premier arc, successivement « arc d'Actium » puis « arc des Parthes », est situé du côté du temple de Vesta, sur le Vicus Vestæ. Le deuxième arc, identifié à la « Voûte de Caius et Lucius », est situé sur la Sacra Via, de l'autre côté du temple de César.

## Premier arc

### Localisation
Il est situé entre le temple de Castor et Pollux et le temple de César, accolé à ce dernier (« iuxta aedem divi Iulii »). Il sert alors d'entrée monumentale au Forum Romain pour ceux qui viennent du Vicus Vestæ (voir le plan).

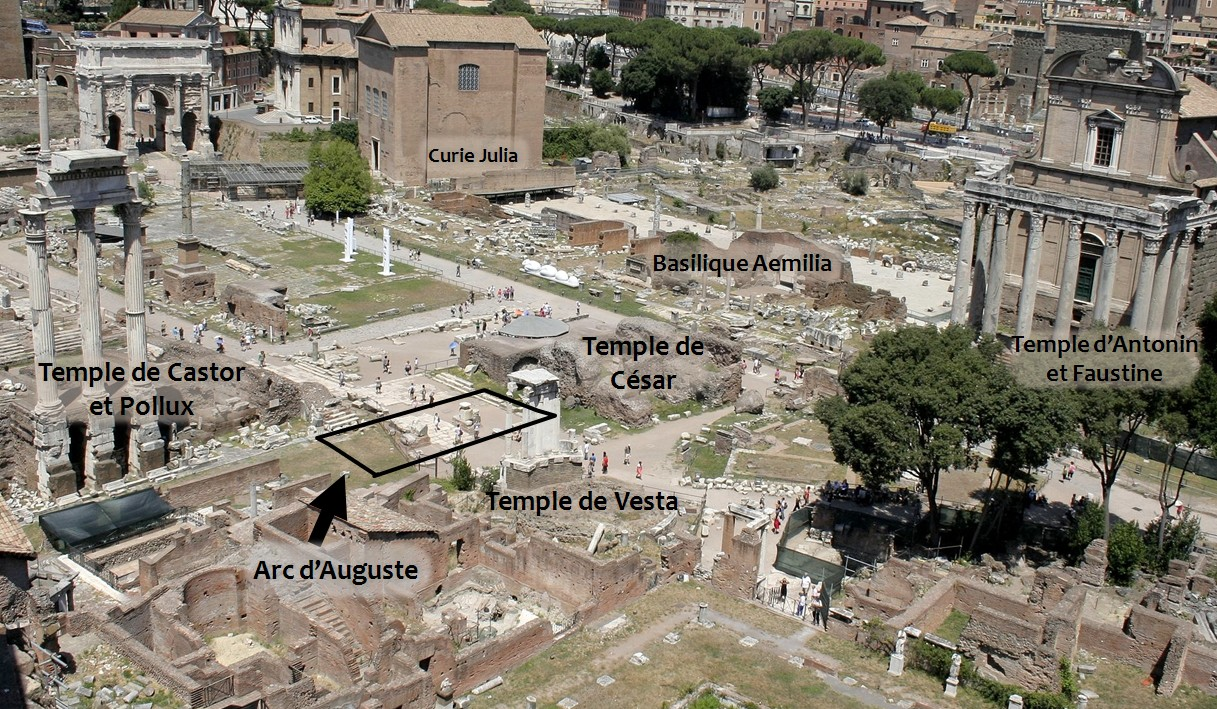
Localisation de l'arc d'Auguste dit « des Parthes » sur le Forum.

### Histoire
Le premier arc est érigé en 29 av. J.-C. pour commémorer la victoire d'Octave à la bataille d'Actium contre Marc Antoine et Cléopâtre. L'arc d'Actium se dégrade très vite et nécessite une restauration complète en 19 av. J.-C., mais plutôt que de réparer le monument, il est décidé d'ériger un nouvel arc commémorant la victoire diplomatique contre les Parthes qui a abouti à la récupération des enseignes perdues lors de la bataille de Carrhes en 53 av. J.-C. Par la substitution d'un arc de triomphe par un autre, Auguste efface le souvenir de la guerre civile face à Marc Antoine (la célébration d'une victoire de Romains sur d'autres Romains a pu être considérée de mauvais goût) et inscrit son nom parmi les triomphateurs dont la liste est affichée dans un passage du nouvel arc, alors même qu'il ne commémore pas une victoire par les armes mais par la diplomatie et la paix.

### Description
Le premier arc, l'arc d'Actium érigé en 29 av. J.-C., est parfois décrit comme un arc à une baie et parfois comme un arc à trois passages. Dans les deux cas, il est surmonté d'un quadrige au centre. Les trois passages seraient voûtés et feraient la même hauteur mais le passage central serait deux fois plus large que ceux sur les côtés qui seraient surmontés de Victoires. Une inscription de 2,67 mètres de large trouvée vers 1546 porte une dédicace à Auguste datée de 29 av. J.-C..
| |  |  |
| À gauche, denarius daté de 18 av. J.-C. frappé en Espagne. Sur le revers, on voit une représentation de l'arc dit « des Parthes » mais l'artiste semble avoir pris des libertés par rapport à la description qu'il a dû recevoir de l'arc. Il est possible que ce soit l'arc dit « d'Actium » qui soit en fait représenté. À droite, denarius frappé par Lucius Vinicius en 16 av. J.-C. avec la représentation de l'arc dit « des Parthes ». |  |  |

L'arc des Parthes, qui semble-t-il, remplace le précédent en 19 av. J.-C., est également un arc à trois passages. Contrairement au premier arc, seul le passage central est voûté et est plus haut et profond que les passages latéraux qui ont des plafonds plats surmontés de frontons triangulaires. L'arc est toujours surmonté d'un quadrige au centre et de statues de barbares faisant leur soumission à Auguste sur les côtés (l'un des barbares se tient incliné et restitue les enseignes romaines). Les vestiges visibles aujourd'hui appartiennent à ce dernier arc. Ils consistent en blocs de travertin et on aperçoit encore les fondations de trois des quatre piles. Les piliers du passage central font 2,95 mètres de large contre 1,35 mètre pour les piliers extérieurs. L'arche centrale est large de 4,05 mètres tandis que les passages latéraux offrent une largeur de 2,55 mètres. L'ensemble de l'arc atteint une hauteur de 17,75 mètres. Dans des niches creusées dans les murs des passages latéraux sont affichées les fastes triomphales qui regroupent les noms de tous les consuls et de tous les triomphateurs de la République romaine.
| Reconstitution de l'arc d'Auguste grandeur nature au musée de la Civilisation romaine. Sur les parois des passages latéraux, les listes des triomphateurs et consuls de la République. |  | Reconstitution de l'arc d'Auguste grandeur nature au musée de la Civilisation romaine. Sur les parois des passages latéraux, les listes des triomphateurs et consuls de la République. |  | Reconstitution de l'arc d'Auguste grandeur nature au musée de la Civilisation romaine. Sur les parois des passages latéraux, les listes des triomphateurs et consuls de la République. |
| Reconstitution de l'arc d'Auguste grandeur nature au musée de la Civilisation romaine. Sur les parois des passages latéraux, les listes des triomphateurs et consuls de la République. |  | |  | |

## Deuxième arc
Le deuxième arc est situé de l’autre côté du temple de César, accolé à la basilique Æmilia. Il forme ainsi une deuxième entrée monumentale sur le Forum pour ceux arrivant par la Via Sacra. Cet arc est dédié aux petits-fils d'Auguste et est connu sous le nom de « voûte de Caius et Lucius ». Ainsi, en faisant consacrer cet arc par le Sénat romain à ses petits-fils, Auguste confirme ses intentions politiques quant au principe de succession.